# Porsche Carrera
Carrera, é a denominação de uma série de veículos fabricado pela Porsche.

## Etimologia

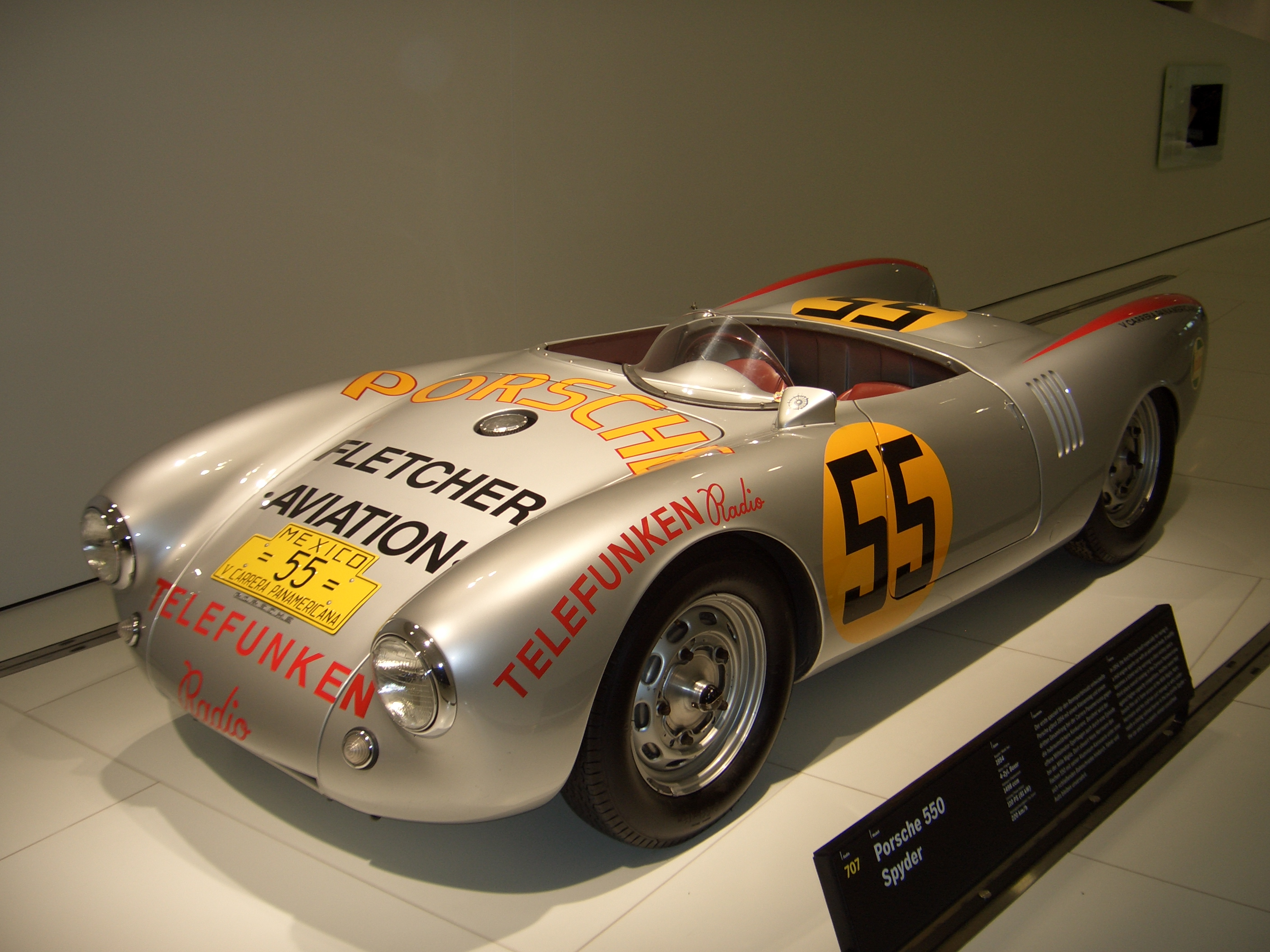
Porsche 550 pilotado por Hans Herrmann na Carretera Panamericana de 1954 exposto no museu Porsche.

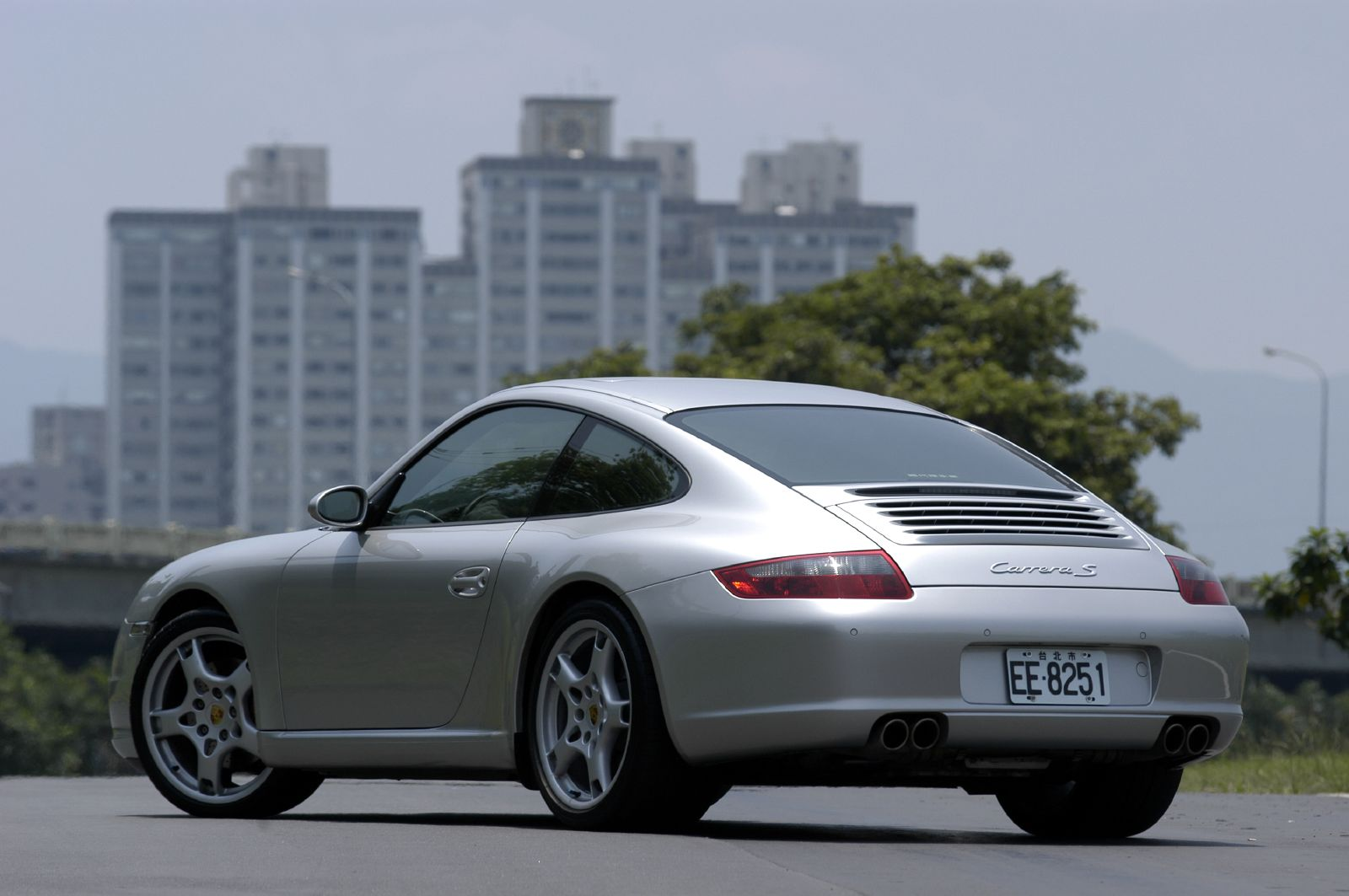
Porsche 997, modelo 2005.

A Porsche usa o nome Carrera (que significa "corrida" em espanhol) em alguns de seus modelos para celebrar o sucesso dos modelos da companhia na corrida Carrera Panamericana de 1954, quando o piloto Hans Herrmann alcançou o terceiro lugar em um Porsche 550 (versão de corrida do Porsche 356).
Os seguintes modelos receberam a denominação Carrera:
- 356
- 904
- 911 (1963-1989)
- 964 (1989-1993)
- 993 (1993-1998)
- 996 (1998-2005)
- 997 (2005-2012)
- 924
- Carrera GT